# Jan Lechoń
Jan Lechoń, nato Leszek Józef Serafinowicz (Varsavia, 13 marzo 1899 – New York, 8 giugno 1956), è stato un poeta, critico letterario e diplomatico polacco.

## Biografia

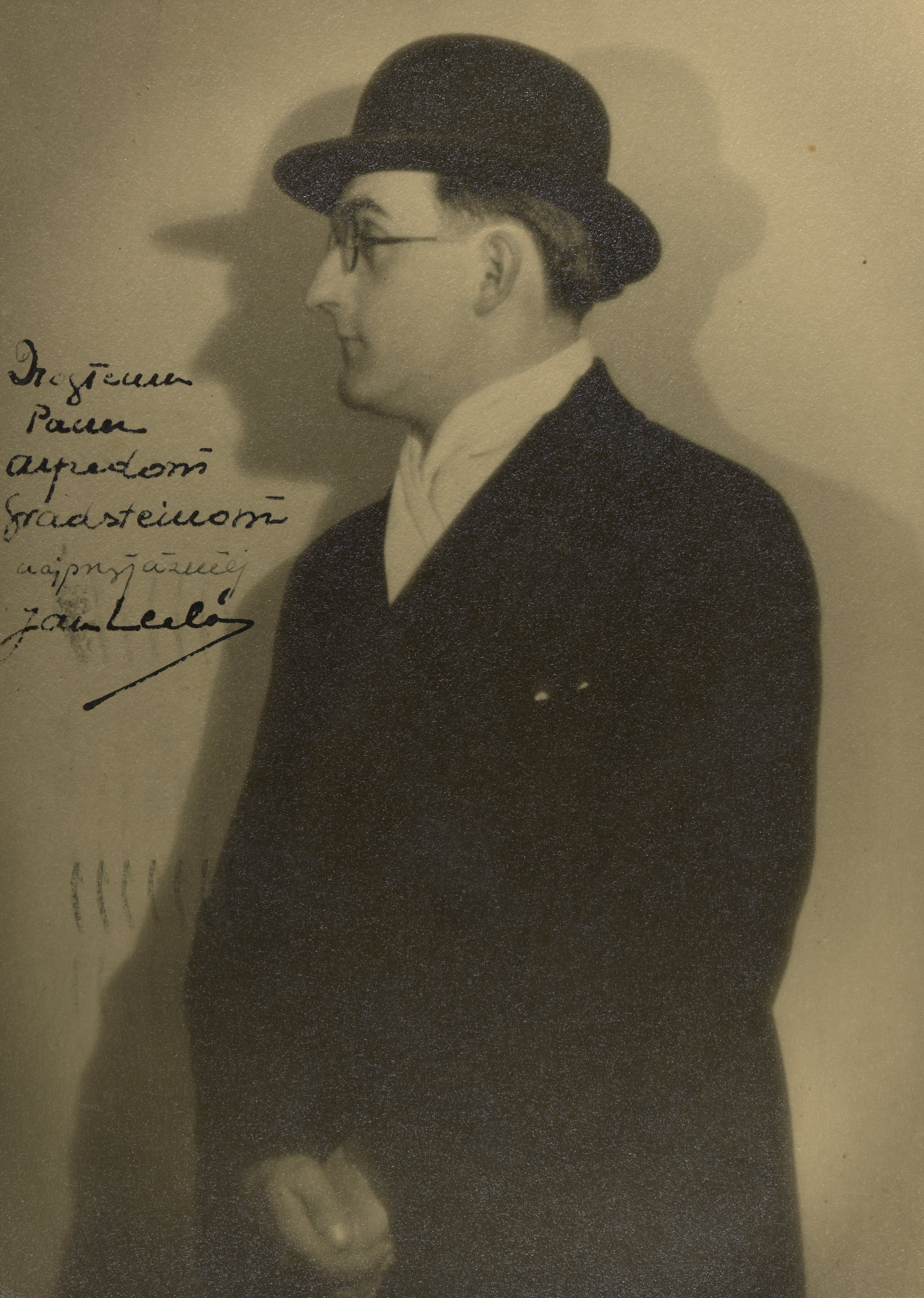
Jan Lechoń

La sua carriera di studi culminò con la laurea in letteratura polacca ottenuta all'Università di Varsavia, nel 1918.
Già durante gli studi Lechoń divenne noto con la pubblicazione delle opere poetiche intitolate Sul campo dorato (1913) e Per sentieri diversi (1914).
Nel 1916 esordì nel teatro con la commedia Al palazzo reale e l'anno successivo pubblicò il poemetto Mochnacki, ottenendo un buon successo di critica.
In seguito si dedicò alla satira politica, che raccoglierà nel libro La repubblica di Babin del 1920.
Fu tra i fondatori, assieme a M. Grodzewski, del movimento e del settimanale letterario Skamander, che ospitò i migliori poeti contemporanei e del Polish Institute of Arts and Sciences of America.
Successivamente si distinse per i libri Poema cremisi (1920) e Argenteo e nero (1924), con i quali vinse il premio dell'Associazione polacca degli Editori.
Negli anni della seconda guerra mondiale soggiornò a Parigi dove effettuò lezioni sulla letteratura polacca, inserite nel libro Sulla letteratura polacca (1946).

## Opere principali

### Poesia
- Argenteo e nero, Varsavia, 1924;
- Poesie, Varsavia, 1995;

### Prose
- Dziennik, Varsavia, 1967-1973;
- Sulla letteratura polacca, Varsavia, 1946;
- Il meraviglioso mondo del teatro. Articoli e recensioni 1916-1962, Varsavia, 1981;
- Lettere 1923-1956, 2006;
- Aut Caesar aut nihil, Varsavia, 2007;
- Sta diventando sempre più difficile e muore per morire. Lettere 1952-1955, Varsavia, 2008.